# Olympische Jugend-Sommerspiele 2014/Teilnehmer (Gambia)
| Gelbes Symbol für Goldmedaillen mit stilisierten Olympischen Ringen | Graues Symbol für Silbermedaillen mit stilisierten Olympischen Ringen | Braundes Symbol für Bronzemedaillen mit stilisierten Olympischen Ringen |
| ------------------------------------------------------------------- | --------------------------------------------------------------------- | ----------------------------------------------------------------------- |
| —                                                                   | —                                                                     | —                                                                       |

Die Gambische Jugend-Olympiamannschaft bestand aus zwei Athleten für die II. Olympischen Jugend-Sommerspiele vom 16. bis 28. August  in Nanjing (Volksrepublik China).
Die Gambischen Sportler erzielten keine Medaille.

## Athleten nach Sportart

### Leichtathletik
Laufen und Gehen
| Frauen     |                |         |       |         |    |
| Fanta Mbye | 200-Meter-Lauf | 26,31 s | 16 qB | 26,65 s | 16 |
| Jungen     |                |         |       |         |    |
| Alieu Joof | 100-Meter-Lauf | 11,00 s | 11 qB | 10,96 s | 11 |